# Турлыханов, Даулет Болатович
Даулет Болатович Турлыханов  (каз. Дәулет Болатұлы Тұрлыханов) (род. 18 ноября 1963, Георгиевка, Семипалатинская область) — советский и казахстанский борец и тренер греко-римского стиля, депутат Мажилиса Казахстана. Заслуженный мастер спорта СССР (1989), Заслуженный тренер Республики Казахстан. Депутат Мажилиса Парламента Республики Казахстан с 2023 года.

## Биография
Происходит из подрода сыбан рода каракерей племени найман.
Чемпион мира 1989 года и вице-чемпион мира 1993 года, чемпион Европы 1988 года и Азии 1995 года, серебряный (1988) и бронзовый (1992) призёр Олимпийских игр. На Олимпиаде 1996 года был 4-м.
Восьмикратный чемпион СССР, двукратный обладатель Кубка мира, победитель спартакиады народов СССР (1991), победитель ХІІ Азиатских игр (1994).
Окончил Казахский институт физической культуры (1989). Кандидат педагогических наук, академик Академии проблем безопасности, обороны и правопорядка (2005).
- В 1984—1991 годах — инструктор физкультуры Госкомспорта Казахской ССР
- С 1992 года — президент профессионального спортивного клуба «Даулет».
- С 1993 года — главный тренер национальной команды по греко-римской борьбе.
- В 1996—1999 годах — Депутат Мажилиса Парламента Республики Казахстан.
- С мая 2000 по сентябрь 2004 года — председатель Агентства Республики Казахстан по туризму и спорту.
- С сентября 2004 по март 2006 года — председатель Комитета по делам спорта Министерства культуры, информации и спорта РК.

Отец Даулета Турлыханова и его первый тренер Болат Турлыханов был известным казахским борцом, позже заслуженным тренером республики. В память Болата Турлыханова с 1994 года в Семее проводился ежегодный турнир по греко-римской борьбе, с 2017 года — «Кубок Болата Турлыханова» в Алматы. Его именем названа одна из улиц города.

## Семья
- Отец: Турлыханов Болат (1934—1993), уроженец города Семипалатинска, мастер спорта по греко-римской борьбе, заслуженный тренер Республики Казахстан
- Мать: Марзия Турлыханова (1940—2019), заслуженный учитель Казахской ССР, заслуженный деятель Казахстана
- Образование: Алма-Атинская школа Министерства внутренних дел СССР (1980), Университет «Кайнар» (1997), Евразийский институт рынка (1999), Инженер-техник, правовед-международник, финансист-экономист.
- Дети: Турлыханова Динара Даулетовна (1986 г.р.), Турлыханов Данияр Даулетович (1988 г.р.), Турлыханов Акежан Даулетович (1995 г.р.), Болат Ерасыл Даулетович (1998 г.р.), Турлыханова Камила Даулетовна (2001 г.р.), Болат Нурасыл Даулетович (2003 г.р.), дезертир[4], избил девушку находясь в самоволке[5]. Акежан так же избил девушку. Полиция отказала потерпевшей в принятии заявления[6]. Даулет Турлыханов не осудил поведение сыновей.

## Награды
- Чемпион Вооружённых сил СССР по классической борьбе в весовой категории 74 кг. (1986)
- Почётная грамота за высокие достижения и активное участие в развитии физической культуре и спорта в республике. (1987)
- Награждён медалью «За трудовую доблесть». (1989)
- Почётная грамота за высокие спортивные достижения на XXV летних Олимпийских Играх в Барселоне. (1992)
- Награждён медалью «Ерен енбегі ушін». (1995)
- КВВ МВД РК награждён нагрудным знаком «Кайсар». (1997)
- Награждён медалью «Астана». (1998)
- Присвоено звание «Почётный профессор» Казахского института физической культуры. (1998)
- Избран Почётным профессором Министерства Здравоохранения, Образования и Спорта РК. (1999)
- Присвоено почётное звание «Қазақстанның еңбек сіңірген қайраткері». (2000)
- Награждён медалью в честь 10-и лет Независимости РК. (2001)
- Награждён знаком за заслуги в развитии туризма в РК. Агентство по туризму и спорту. (2002)
- Присвоено звание «Почётный гражданин» Жарыкского сельского округа. (2002)
- Награждён орденом «Петра 1 Великого» за выдающиеся заслуги и большой личный вклад в укреплении дружбы и сотрудничества между Россией и РК. (2004)
- К 10-летию Парламента РК награждён медалью. (2006)
- Награждён Олимпийским Орденом за большой вклад в развитие Олимпийского движения Кыргызстана.
- Орден Парасат (2016)[7]
- Почётный гражданин Урджарского района Восточно-Казахстанской области.
- 2022 (18 марта) — Орден «Барыс» ІІІ степени;[8]

## Фильмы
- Режиссёр Калила Умаров. «Даулет-Палуан», Казахтелефильм. 1994. Документальный фильм